# Реза Фекри
Реза Фекри (род. в 1992, Тегеран) — иранский тенор, приглашённый солист Мариинского театра.

## Биография
Реза Фекри родился в 1992 в Тегеране, Иран. С ранних лет интересовался музыкой, хотя его первоначальное образование связано с экономикой. Изучал экономику в университете, одновременно занимаясь музыкой у частных педагогов. Среди его наставников — певцы Гёксай Яран и Хюсейин Ликос, дирижёр Алиреза Шафагинежад и композитор Идин Самими Мофахам.
Свою музыкальную карьеру Реза Фекри начал с работы в хоровых коллективах, таких как Тегеранский симфонический оркестр и Симфонический оркестр Эльбурса. Позднее он перешёл к сольным выступлениям. В настоящее время он является студентом вокального отделения Музыкальной академии Загребского университета.

## Творчество и репертуар
Реза Фекри исполняет широкий спектр произведений, включая как классический западноевропейский, так и иранский репертуар. В его репертуаре:
- Теноровые партии в кантате «Кармина Бурана» Карла Орфа.
- Реквием Дворжака.
- Произведения Моцарта, Россини, Шуберта, Доницетти, Верди, Бизе.
- Вокальный цикл иранского композитора Хоссейна Киумарси «Острые языки нарциссов», записанный на лейбле Zang Records.

### Сотрудничество с Александром Рахбари
Фекри тесно сотрудничает с известным дирижёром и композитором Александром Рахбари. Он исполнял теноровые партии в его симфонических поэмах, таких как:
- «Аламдар»
- «Западно-восточный диван» Гёте
- Поэмы из цикла «Моя мать Персия»
- Опера «Авраам» (роль Исаака)
- Опера «Персидская трагедия» (роль царя Ксеркса)

## Значимые выступления
- В марте 2022 года Фекри был солистом на мировой премьере симфонической поэмы Рахбари «Так говорил Заратустра Спитама» в Загребе.
- В сентябре 2022 года исполнил ту же партию на российской премьере этого произведения в Мариинском театре.
- В 2022 году участвовал в гала-концерте на сцене Московского музыкального театра «Геликон-опера» в рамках культурной программы II Каспийского экономического форума.